# Use Your Words
Use Your Words (« Utilisez vos mots ») à est un jeu vidéo développé par le studio canadien Smiling Buddha Games et édité par Screenwave Media pour différentes plateformes. Il a été lancé sur Windows, PlayStation 4, Xbox One et Wii U en avril 2017 et pour Switch en août 2017.
Une suite est sortie fin 2024 mais n'est pas encore disponible en français, contrairement au premier.

## Système de jeu
Use Your Words est un jeu destiné à 3 à 6 joueurs. Il se joue de la même manière que The Jackbox Party en ce sens que les joueurs jouent sur un navigateur avec des appareils mobiles. Quatre mini-jeux sont joués au cours d'une seule partie:
- Sub the Title :  Un petit clip d'un film étranger open source avec un sous-titre manquant est affiché. Les joueurs utilisent les informations du clip pour y ajouter des réponses.
- Extra! Extra! : Une image est présentée. Les joueurs sont chargés d'écrire un titre pour l'image.
- Blank-O-Matic :  Les joueurs écrivent le reste d'une phrase incomplète avec leurs propres réponses.
- Survey Says : Au dernier tour, les joueurs écrivent les réponses à trois questions différentes dans le style du jeu télévisé Une famille en or[2].

Les joueurs se voient attribuer des points, même si de nombreux adversaires pensent que leur réponse est la meilleure. Des points sont également déduits pour le "House decoy", réponses créées par le jeu et conçues pour ressembler aux réponses des joueurs. À la fin de la partie, le joueur avec le plus de points gagne. Les prix peuvent également être remis par les spectateurs, si dans le jeu, il y en a.

## Développement
En 2015, les designers Brent Black et Julian Spillane se sont associés pour créer le jeu, que l'ancien a décrit comme "un jeu de société pour des personnages amusants et leurs amis non drôles".

## Réception
La version Switch de Use Your Words a reçu des critiques « moyennes » selon l'agrégateur Metacritic. Nintendo Life a attribué un score de 8/10 à la version Switch. Nintendo World Report a également noté la version 8/10 de Switch, critiquant l’absence d’option permettant de modifier la taille du texte pour jouer en mode portable. À l’opposé, Destructoid a donné au jeu la note de 3/10, expliquant qu'il est possible d'y jouer avec ses amis en faisant une simple recherche sur Google Images.